# SW8型柴油机车

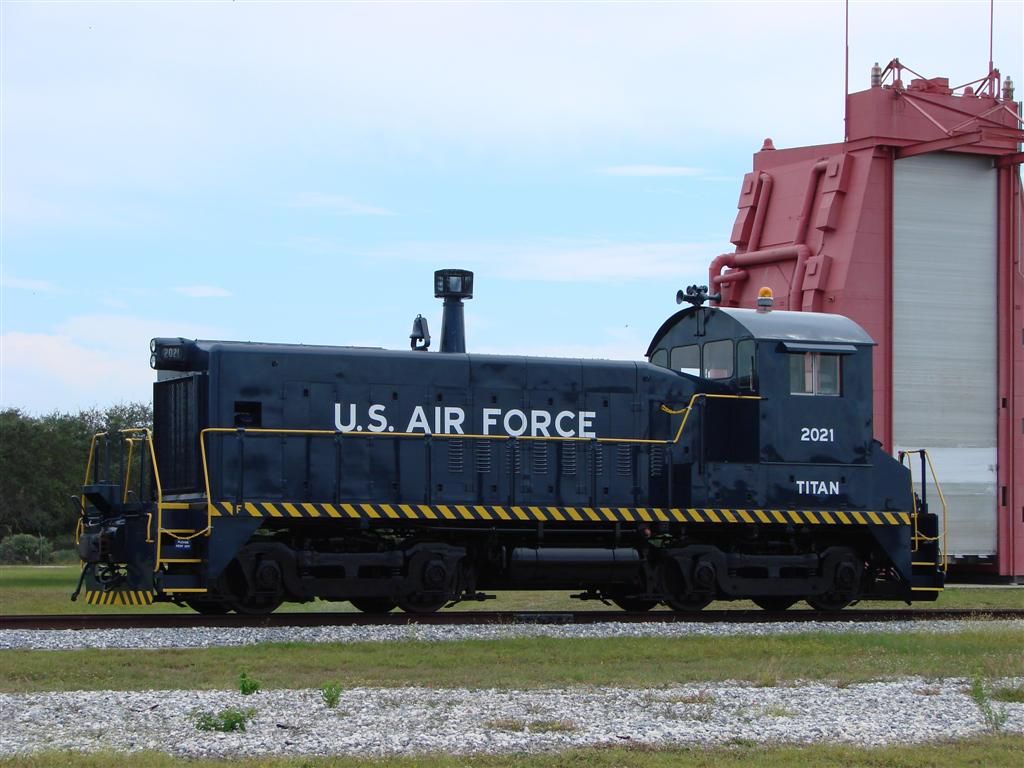
美國空軍的SW8，此柴電機車曾用於泰坦火箭的拖運，目前保存於佛羅里達州的空軍博物館

EMD SW8，是由美國GM-EMD製造的柴油機車車款之一，適用於調車工作。該型機車於1950年9月至1954年1月間生產，使用了EMD 567B型8汽缸柴油機，其輸出為800馬力（600 kW）。
該型機車大多數均提供予美加的鐵路系統，其中306輛配屬美國鐵路，65輛配屬加拿大鐵路。美國方面曾於韓戰後把其中4輛機車提供予南韓政府，南韓不久也向美國訂購10輛該型機車。現時，其中一輛（韓國鐵道2101號）於釜山靜態保存。另外，EMD也生產了12組TR6型重聯式調車機。
南太平洋鐵路的4600號（後改為1100號）機車是首輛TR6A型調機，現時於加州普盧默斯縣西太平洋鐵路博物館靜態保存。